# Frode
Frode también Fródi o Fróði, (nórdico antiguo: Frōðr; inglés antiguo: Frōda; Alto alemán medio: Vruote) es el nombre de varios monarcas legendarios de Dinamarca que aparecen en diversos poemas, textos y sagas nórdicas, entre las más importantes Beowulf (Frōda), saga Ynglinga, Gesta Danorum (Frotho) de Saxo Grammaticus y saga Skjöldunga (Frodo). Un rey danés con el mismo nombre aparece como personaje secundario en la épica alemana Die Rabenschlacht, también en Grottasöngr. El nombre es probablemente un epónimo para el dios nórdico Freyr.

## Grottasöngr
Grottasöngr menciona a Fróði, n. 479 hijo de Fridleif, a su vez hijo de Skjöld. Snorri Sturluson cita aquí y en Skáldskaparmál que Fróði era contemporáneo del emperador romano César Augusto y resalta su reino como pacífico, sugiriendo cierta relación con el nacimiento de Cristo. Aunque las fuentes islandesas le identifican como uno de los primeros reyes de Dinamarca, en  Gesta Danorum (Libro 5), Saxo le menciona como monarca tardío en su relación real que incluye la ecuación cronológica con Augusto y mencionando el nacimiento de Jesucristo.

## Ynglinga sagayGesta Danorum
El rey Fróði según saga Ynglinga y Gesta Danorum, era padre de Halfdan y vivió entre los siglos V y VI. Puede ser que sea el mismo rey que según la saga Ynglinga ayudó al rey de los suiones (suecos) Ongenþeow a derrotar al thrall rebelde Tunni. Por esa razón, Egil y su hijo Ottar (Ohthere) se convirtieron en monarcas subyugados al reino danés.

## Beowulf
Aquí Fróði es padre de Ingeld (Ingjald), en Beowulf aparece como Froda, rey de los headobardos. La existencia de los headobardos ha desaparecido de los textos nórdicos y algunas veces Fróði aparece como hermano de Halfdan y mostrando gran hostilidad entre headobardos y daneses, desembocando en una deuda de sangre entre Halfdan y su hermano Fróði. Fróði mata a Halfdan y él mismo es asesinado por los hijos de Halfdan Helgi (Halga) y Hroar (Hroðgar). La versión en latín de la saga Skjöldunga de Arngrímur Jónsson, los nombres de Fróði e Ingjald están intercambiados.

## Gesta Danorum
Saxo Grammaticus en Gesta Danorum (Libro 6) cita a Fróði como un rey legendario tardío, hijo de Fridleif. Saxo conoce la historia de la deuda de sangre pero la ignora o no la vincula con Halfdan. En su lugar Saxo cita que Fróði fue asesinado por los sajones y como, tras una alianza por matrimonio entre su hijo Ingel y una princesa sajona para aliviar la situación, Ingel volvió a abrir las heridas auspiciadas por un  viejo guerrero, como las profecías de Beowulf sobre Ingjald en el poema. Gesta Danorum describe hasta seis reyes distintos llamados Frode, a destacar los reyes de Lejre:
- Frodi Fridleifsson
- Frodi Havarrson
- Frodi den fridfulle Dansson (el Pacífico)
- Frodi Fridleifsson (el Valiente)

## Etimología
La forma Fróði todavía se mantiene en uso en Islandia y las Islas Feroe y aparece latinizado como Frotho o Frodo. La misma forma utiliza  J. R. R. Tolkien en El Señor de los Anillos para su personaje Frodo Bolsón. Otras variantes son las anglicanizadas Fródi, Fróthi y Frodhi, así como la escandinava (noruego, sueco y danés) y germanizada Frode. El significado del nombre es «inteligente, erudito, sabio».